# Sunshine on Leith
Pour plus de détails, voir Fiche technique et Distribution.
Sunshine on Leith est un film britannique réalisé par Dexter Fletcher, sorti en 2013. C'est un film musical avec une bande-son des Proclaimers interprétée par les acteurs.

## Synopsis
Davy et Ally viennent de rentrer à Édimbourg (Écosse) après avoir servi dans l'armée britannique en Afghanistan. Ally retrouve sa petite amie Liz, une infirmière qui est la sœur de Davy. Liz présente Davy à son amie Yvonne et tous deux commencent une relation. Rab et Jean, les parents de Davy et Liz, doivent célébrer leur 25e anniversaire de mariage quand Rab apprend qu'il a une fille d'une relation extra-conjugale.

## Fiche technique
- Réalisation : Dexter Fletcher
- Scénario : Stephen Greenhorn, d'après la comédie musicale Sunshine on Leith
- Photographie : George Richmond
- Montage : Stuart Gazzard
- Musique : Paul Englishby
- Sociétés de production : Black Camel Pictures, DNA Films
- Pays d'origine : Royaume-Uni
- Langue originale : anglais
- Genre : Film musical, comédie dramatique
- Durée : 100 minutes
- Dates de sortie : 
  -  Canada : 9 septembre 2013 (Festival international du film de Toronto 2013)
  -  Royaume-Uni : 4 octobre 2013

## Distribution
- George MacKay : Davy
- Kevin Guthrie : Ally
- Freya Mavor : Liz
- Antonia Thomas : Yvonne
- Peter Mullan : Rab
- Jane Horrocks : Jean
- Jason Flemyng : Harry
- Paul Brannigan : Ronnie

## Bande originale
1. Sky Takes the Soul
2. I'm on My Way
3. Over and Done With
4. Misty Blue
5. Make My Heart Fly
6. Let's Get Married
7. Oh Jean
8. Hate My Love
9. Then I Met You
10. Should Have Been Loved
11. Sunshine on Leith
12. Letter from America
13. I'm Gonna Be (500 Miles)

## Accueil
Le film a été un succès commercial au Royaume-Uni, où il avait rapporté plus de 3 865 000 £ après moins d'un mois d'exploitation.
Il recueille 96 % de critiques favorables, avec une note moyenne de 7,5/10 et sur la base de 26 critiques collectées, sur le site Rotten Tomatoes. Sur Metacritic, il obtient un score de 66/100 sur la base de 7 critiques collectées.

## Distinctions

### Sélections
- Festival du film britannique de Dinard 2014 : sélection avant-premières